# Strada nazionale 1 (Vietnam)
La strada nazionale 1 (in vietnamita Quốc lộ 1 (QL 1)) è una delle strade nazionali del Vietnam. Ha una lunghezza di 2301 km e collega Huu Nghi Quan (al confine cinese) con la provincia di Cà Mau, nell'estremo sud del Vietnam.
L'autostrada fa parte del più ampio progetto internazionale delle Autostrade asiatiche ed è incluso nel percorso della Asian Highway 1 (AH1).

## Luoghi attraversati

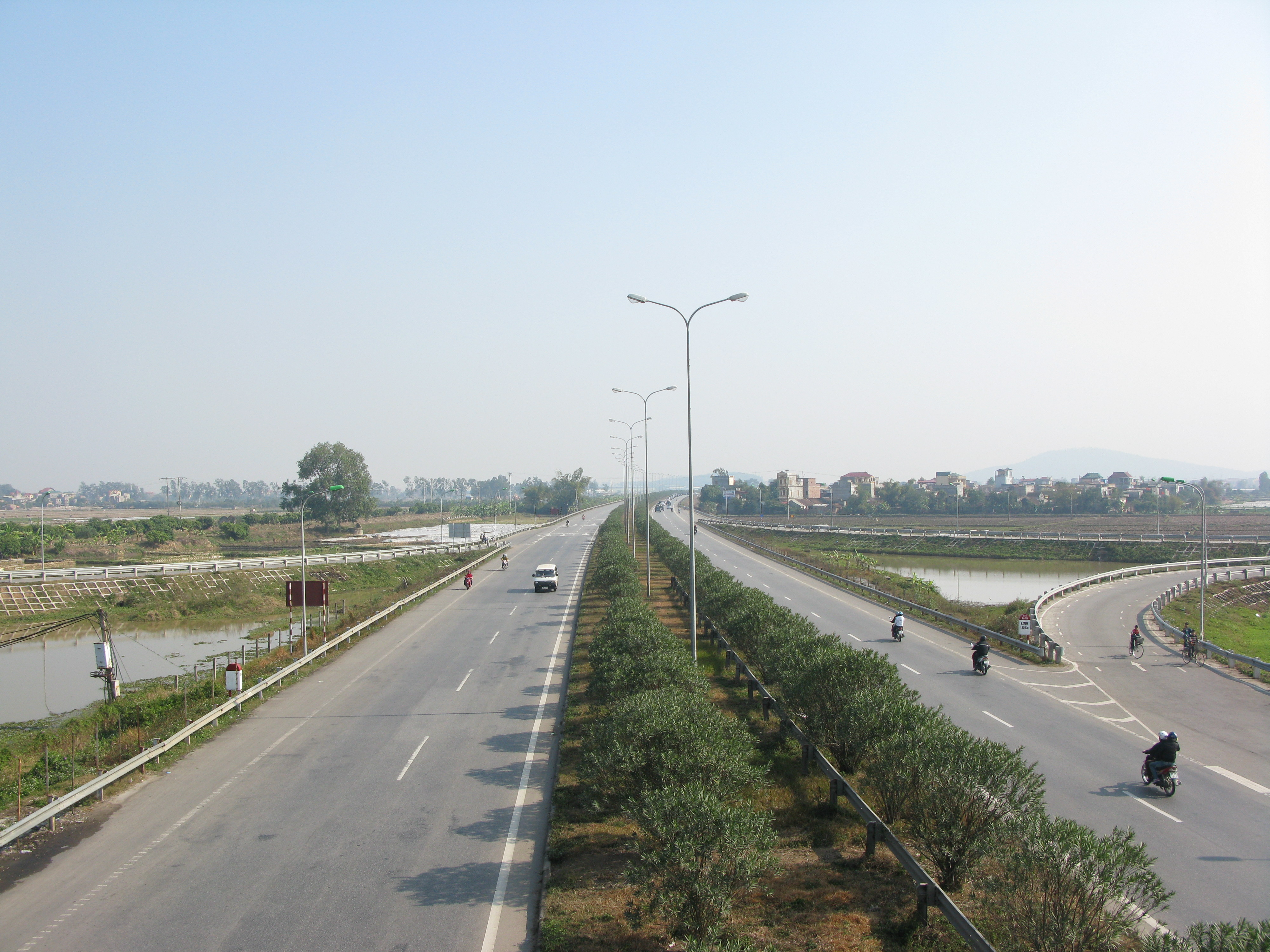
Vista dell'autostrada 1

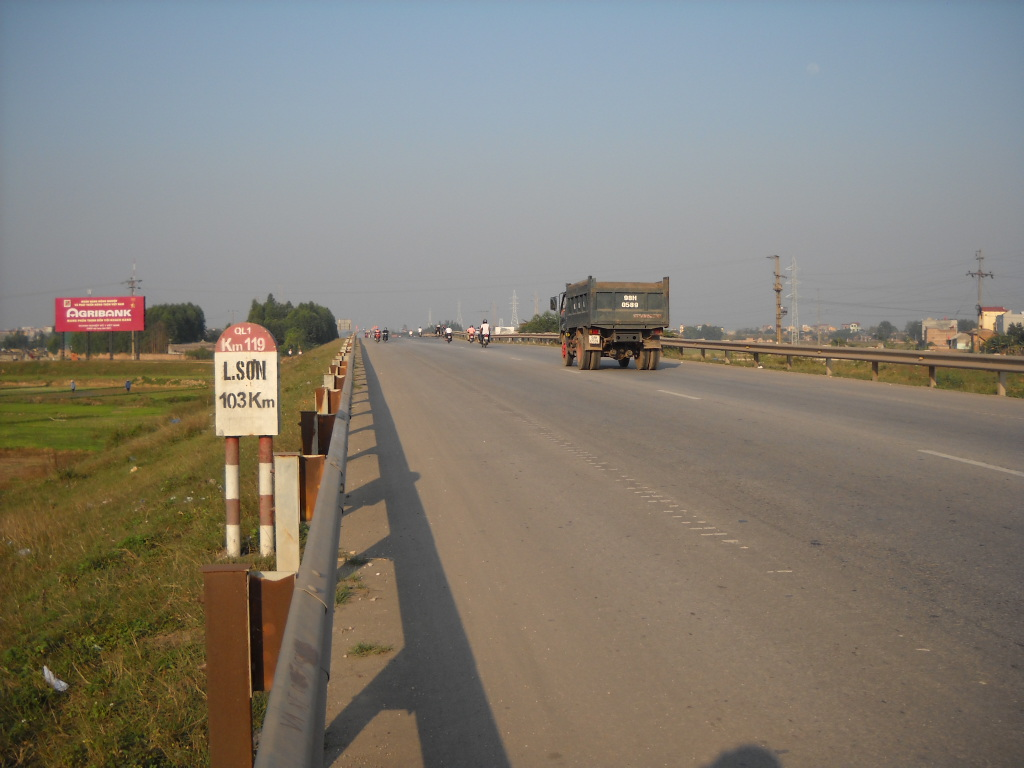
L'autostrada presso Bắc Giang

La strada attraversa 31 luoghi tra province e città:
- Lạng Sơn (km 16)
- Bắc Giang (km 119)
- Bắc Ninh (km 139)
- Hà Nội (km 170)
- Phủ Lý (km 229, provincia di Hà Nam)
- Hoa Lư (km 263)
- Thanh Hóa (km 323)
- Vinh (km 461, provincia di Nghệ An)
- Hà Tĩnh (km 510)
- Đồng Hới (km 658, provincia di Quang Binh)
- Đông Hà (km 750, provincia di Quảng Trị)
- Città di Huế (km 824)
- Città di Đà Nẵng (km 929)
- Tam Kỳ (km 991, provincia di Quảng Nam)
- Quảng Ngãi (km 1054)
- Quy Nhơn (km 1232, provincia di Bình Định)
- Tuy Hòa (km 1329, provincia di Phú Yên)
- Nha Trang (km 1450, provincia di Khánh Hoà)
- Phan Rang-Tháp Chàm (km 1528, provincia di Ninh Thuận)
- Phan Thiết (km 1701, provincia di Bình Thuận)
- Biên Hòa (km 1867, provincia di Đồng Nai)
- TP Hồ Chí Minh (km 1889)
- Tân An (km 1936, provincia di Long An)
- Mỹ Tho (km 1959, provincia di Tiền Giang)
- Vĩnh Long (km 2024)
- Thành phố Cần Thơ (km 2058)
- Hậu Giang
- Sóc Trăng (km 2119, provincia di Sóc Trăng)
- Bạc Liêu (km 2176)
- Cà Mau (km 2236)